# Año comercial
Un año comercial tiene 360 días.
La razón para dicho ajuste en la duración del año natural está en la simplificación de muchos cálculos, principalmente en el área financiera. Se toma un año como la suma de doce meses, simplificando la duración de esos meses y haciéndolos todos iguales a 30 días. Con ello, todos los meses duran igual y suponen un total de 360 días al año.
Este año se utiliza para el cálculo de intereses bancarios y de descuentos. Gracias a este sistema, todos los meses devengan los mismos intereses (los correspondientes a 30 días) y no devengan más los meses de mayor duración. 
Por ello, no supone que el año termine cinco días antes, sino que hace desaparecer 5 días del calendario de forma artificial. Por lo demás, el año sigue empezando el primer día de enero, y terminando el último día de diciembre.

## Métodos de cálculo de fechas
En matemática financiera, se utilizan distintos métodos de cálculo a la hora de contar el tiempo que dura una operación financiera, o las fechas.